# Huguette Chevallard-Filippi
Pour les articles homonymes, voir Filippi.

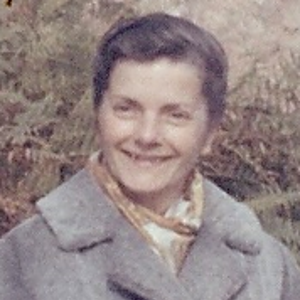

Huguette Chevallard-Filippi, née le 3 décembre 1913 à Tunis et morte le 15 janvier 1997 à La Gaude, est une poétesse française du XXe siècle.
Elle naît le 3 décembre 1913 à Tunis, elle y fit ses études secondaires et elle meurt le 15 janvier 1977 à La Gaude où elle a mené une existence bucolique, maniant tour à tour la plume et le sécateur.